# Pattholmen
Pattholmen är en ö i Finland. Den ligger i Finska viken och i kommunen Borgå i den ekonomiska regionen  Borgå i landskapet Nyland, i den södra delen av landet. Ön ligger omkring 59 kilometer öster om Helsingfors.
Öns area är 1,2 hektar och dess största längd är 180 meter i sydöst-nordvästlig riktning.